# Emile Francis Trophy
Die Emile Francis Trophy ist eine Eishockeytrophäe der American Hockey League, die nach dem ehemaligen Trainer Emile Francis benannt ist. Die Trophäe wird seit der Saison 2003/04 an den Gewinner der Atlantic Division vergeben. Die Auszeichnung existiert seit der Saison 2001/02.

## Gewinner
| Jahr                     | Team                           |
| Atlantic-Division-Sieger | Atlantic-Division-Sieger       |
| ------------------------ | ------------------------------ |
| 2024/25                  | Hershey Bears                  |
| 2023/24                  | Hershey Bears                  |
| 2022/23                  | Providence Bruins              |
| 2021/22                  | Charlotte Checkers             |
| 2020/21                  | Providence Bruins              |
| 2019/20                  | Providence Bruins              |
| 2018/19                  | Charlotte Checkers             |
| 2017/18                  | Lehigh Valley Phantoms         |
| 2016/17                  | Wilkes-Barre/Scranton Penguins |
| 2015/16                  | Hershey Bears                  |
| 2014/15                  | Manchester Monarchs            |
| 2013/14                  | Manchester Monarchs            |
| 2012/13                  | Providence Bruins              |
| 2011/12                  | St. John’s IceCaps             |
| 2010/11                  | Portland Pirates               |
| 2009/10                  | Worcester Sharks               |
| 2008/09                  | Hartford Wolf Pack             |
| 2007/08                  | Providence Bruins              |
| 2006/07                  | Manchester Monarchs            |
| 2005/06                  | Portland Pirates               |
| 2004/05                  | Manchester Monarchs            |
| 2003/04                  | Hartford Wolf Pack             |
| North-Division-Sieger    |                                |
| 2002/03                  | Providence Bruins              |
| 2001/02                  | Lowell Lock Monsters           |